# Кіселювка
Кіселювка (пол. Kisielówka) — село в Польщі, у гміні Ліманова Лімановського повіту Малопольського воєводства.
Населення — 469 осіб (2011).
У 1975-1998 роках село належало до Новосондецького воєводства.

## Демографія
Демографічна структура станом на 31 березня 2011 року:
|          | Загалом | Допрацездатний вік | Працездатний вік | Постпрацездатний вік |
| -------- | ------- | ------------------ | ---------------- | -------------------- |
| Чоловіки | 235     | 58                 | 155              | 22                   |
| Жінки    | 234     | 66                 | 129              | 39                   |
| Разом    | 469     | 124                | 284              | 61                   |